# Christine L. Williams
Christine L. Williams (* 1959 in San Antonio) ist eine US-amerikanische Soziologin, die als Professorin an der University of Texas at Austin lehrt. Sie amtierte 2020 als Präsidentin der  American Sociological Association (ASA) und ist durch ihre Beiträge zu den Gender Studies bekannt.
Williams machte ihr Bachelor-Examen im Fach Soziologie 1980 an der University of Oklahoma und den Master-Abschluss 1982 an der University of California, Berkeley, wo sie 1986 zur Ph.D. promoviert wurde. Von 1986 bis 1988 war sie Assistant Professor of Sociology an der University of Oklahoma. Seit 1988 lehrt und forscht sie an der University of Texas at Austin, unterbrochen durch eine Gastprofessur 1992 an der australischen University of Sydney. Seit 2015 ist sie Inhaberin der Elsie and Stanley E. (Skinny) Adams, Sr. Centennial Professur in Liberal Arts in Austin.

## Schriften (Auswahl)
- Inside toyland. Working, shopping, and social inequality. University of California Press, Berkeley 2006, ISBN 0520247167.
- Sexuality and gender. Blackwell, Malden 2002, ISBN 0631222723 (herausgegeben mit Arlene Stein).
- Still a man's world. Men who do „women's work“. University of California Press, Berkeley 1995, ISBN 0520087860.
- Gender differences at work. Women and men in nontradbenitional occupations. University of California Press, Berkeley 1989, ISBN 0520063732.